# Vikings: Valhalla
Pour les articles homonymes, voir Viking (homonymie).
Vikings
Vikings: Valhalla est une série télévisée américano-canado-irlandaise en 24 épisodes d'environ 49 minutes créée par Jeb Stuart qui est diffusée entre le 25 février 2022, et le 11 juillet 2024 sur Netflix.
La série est un spin-off mais également une suite à la série télévisée Vikings. La série se déroule un siècle après les événements de la série originale et raconte les histoires des vikings les plus connus de l'histoire comme : Leif Erikson, Freydis Eiriksdottir, Harald Hardrada, ainsi que le duc normand et futur roi d'Angleterre Guillaume le Conquérant ,.

## Synopsis
100 ans après les exploits de Ragnar Lodbrok qui sont devenus des légendes, le peuple viking a réussi à s'installer durablement en Angleterre mais le roi anglais Æthelred II, voyant en eux une menace et sous la pression de ses nobles, ordonne leur massacre la nuit de la Saint-Brice.
Ayant appris le massacre et voulant venger la mort de son peuple, le roi danois Canute rallie les princes norvégiens Olaf Haraldson et Harald Sigurdsson qui montent une nouvelle Grande Armée dans le but d'envahir l'Angleterre. Mais l'arrivée à Kattegat des colons de la terre verte Leif Eriksson et sa sœur Freydis pourrait bien changer leurs plans.

## Distribution

### Acteurs principaux
- Sam Corlett (en) (VF : Jim Redler) : Leif Erikson
- Frida Gustavsson (VF : Chloé Berthier) : Freydis Eiriksdottir
- Leo Suter (VF : Gauthier Battoue) : Harald Sigurdsson
- Bradley Freegard (en) (VF : Lionel Tua) : le roi Knut
- Jóhannes Haukur Jóhannesson (VF : Frédéric Souterelle) : le jarl Olaf Haraldsson (saisons 1 et 2)
- Caroline Henderson (en) (VF : Annie Milon) : le jarl Estrid Haakon (saison 1)
- Laura Berlin (VF : Audrey Sourdive) : Emma de Normandie
- David Oakes (VF : Sébastien Desjours) : le comte Godwin

### Acteurs récurrents
Introduits dans la saison 1
- Pollyanna McIntosh (VF : Ariane Deviègue) : la reine Ælfgifu du Danemark
- James Ballanger (VF : Michaël Aragones) : Hallbjorn
- Søren Pilmark (VF : José Luccioni (saison 1) puis Michel Vigné (saison 2)) : Sven à la Barbe fourchue
- John Kavanagh (VF : José Luccioni (saison 1) puis Bernard Métraux (saison 2)) : le Voyant (Sejðmaðr), qui pratique le « Seiðr »
- Henessi Schmidt (VF : Joy Feldman) : Gytha
- Charlie O'Connor (VF : Tom Trouffier) : Sven Knutsson (saison 2, invité saison 1)
- Lujza Richter (VF : elle-même) : Lif (saison 1, invitée saison 2)
- Pääru Oja (VF : Valentin Merlet) : Arne Gormsson (saison 1)
- Asbjørn Krogh (VF : David Krüger) : le jarl Kåre (saison 1)
- Louis Davison (VF : Damien Zanoly) : le prince Edmond (saison 1)
- Bosco Hogan (en) (VF : Michel Paulin) : le roi Æthelred II (saison 1)
- Julian Seager (VF : Éric Peter) : le jarl Gorm (saison 1)
- Gavin Drea (VF : Sylvain Agaësse) : Eadric Streona (saison 1)
- Christopher Rygh : Agnarr

Introduits dans la saison 2
- Sofya Lebedeva (VF : Camille Donda) : Eleana/Impératrice Zoé
- Yngvild Støen Grotmol (VF : Laura Préjean) : Gudrid
- Kayode Akinyemi (VF : Lucien Jean-Baptiste) : Kaysan
- Taylor James (VF : Adrien Antoine) : Batu
- Nikolai Kinski (VF : Guillaume Lebon) : Empereur Romanos III (saison 3, invité saison 2)
- Stanislav Callas (VF : Franck Lorrain) : Jorundr (saison 2)
- Maria Guiver (VF : Marie-Eugénie Maréchal) : Aelfwynn (saison 2)
- Bradley James (VF : Cédric Dumond) : Harekr (saison 2)
- Marcin Dorociński (VF : Arnaud Arbessier) : Grand Prince Iaroslav le Sage (saison 2)
- Hayat Kamille (VF : Vanina Pradier) : Mariam (saison 2)
- Tolga Safer (VF : Mathias Kozlowski) : Kurya (saison 2)

Introduits dans la saison 3
- Leander Vyvey (VF : Cyrille Monge) : Stigr
- Luke Harmon : Harald Haraldsson, fils de Freydis
- Florian Munteanu (VF : Arnaud Léonard) : Georges Maniakès
- Amalia Holm : Hrefna
- Eoghain Francis Kiernan (VF : Michaël Aragones) : Aki
- Set Sjöstrand (VF : Aurélien Raynal) : Magnús Óláfsson
- Ely Solan (VF : Enzo Ratsito) : le duc Guillaume
- Pyry Kähkönen : Harold Pied-de-Lièvre, fils d'Ælfgifu
- Goran Višnjić (VF : Stéphane Ronchewski) : Erik le Rouge

Version française
- Société de doublage : Audi'art[6],[7]
- Direction artistique : José Luccioni[6],[7] (saison 1) puis Olivia Luccioni (saisons 2 et 3)
- Adaptation des dialogues : François Bercovici et Nicolas Mourguye[7]

 Source et légende : version française (VF) sur RS Doublage , Doublage Séries Database et le carton de doublage en fin d'épisode sur Netflix.

## Production

### Développement
Le 4 janvier 2019, en plus de l'annonce d'un renouvellement pour une sixième et dernière à la série Vikings, il fut également annoncé que Michael Hirst et MGM Television développaient un spin-off à la série avec le scénariste Jeb Stuart. Le 19 novembre 2019, le titre de la série est révélé, intitulé Vikings: Valhalla, elle se déroulera un siècle après les évènements de la série original et sera diffusé sur Netflix. La série sera produite par MGM Television et se tournera principalement en Irlande, dans les mêmes studios où la premiere série fut tourné. Elle racontera les histoires des Vikings les plus connus de l'histoire comme : Leif Erikson, Freydis Eiriksdottir, Harald Hardrada et le duc de Normandie Guillaume le Conquérant,,.
Le 9 mars 2022, Netflix renouvelle la série pour une deuxième et troisième saison. La troisième saison sera la dernière.

### Attribution des rôles
Le 28 novembre 2020, il est annoncé que Kenneth Christensen, Jóhannes Haukur Jóhannesson, Frida Gustavsson et David Oakes ont rejoint le casting de la série. Il annonce que Frida Gustavsson interprétera Freydis Eiriksdottir, tandis que Jóhannes Haukur Jóhannesson interprétera Olaf « le Saint », plus tard il est annoncé que Leo Suter jouera Harald Hardrada. Caroline Henderson a été choisie pour jouer le jarl Haakon un personnage basé sur le vassal du roi Knut Hakon Eiriksson. Bradley Freegard jouera Knut le Grand et Pollyanna McIntosh sa femme Ælfgifu. Sam Corlett quant à lui jouera Leif Erikson.
John Kavanagh est le seul acteur de la série à avoir joué dans la série Vikings, reprenant ainsi son personnage du devin.
Le 7 juin 2022, il est annoncé que Goran Višnjić interprètera le rôle d'Erik le Rouge, le père de Leif Erikson et Freydis Eiriksdottir.

### Tournage
Le tournage de la série a commencé début octobre 2020 au studio Ashford, dans la ville de Wicklow proche de Dublin, là où fut tourné Vikings. Ce dernier fut suspendu à cause de nombreux cas positifs de coronavirus lors des tests, avant de reprendre quelques jours après. Au moment où un certain nombre d'acteurs et de techniciens auraient été testés positifs, la production aurait reçu un certain nombre de faux tests positifs,.

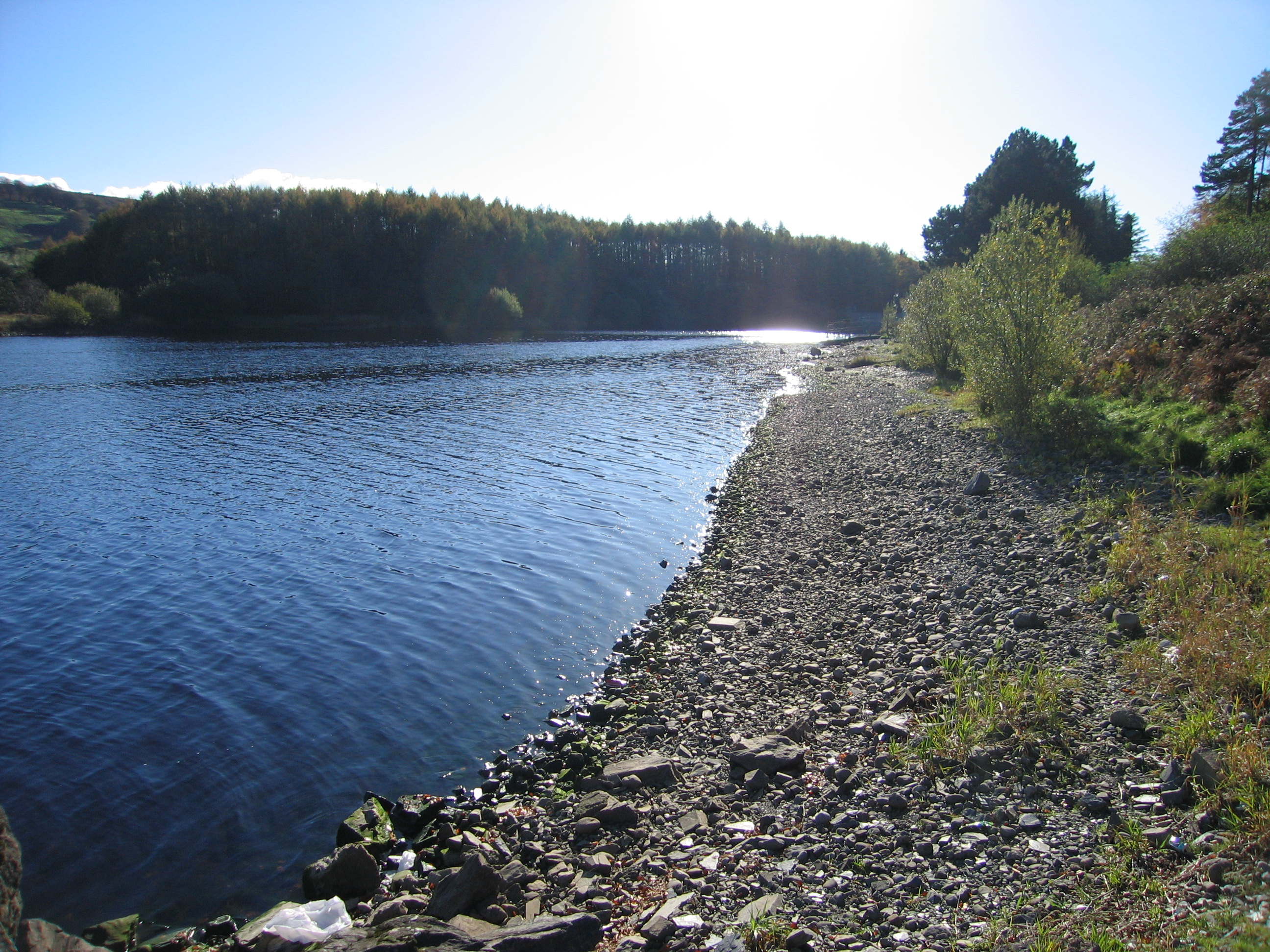
Le Réservoir Poulaphouca

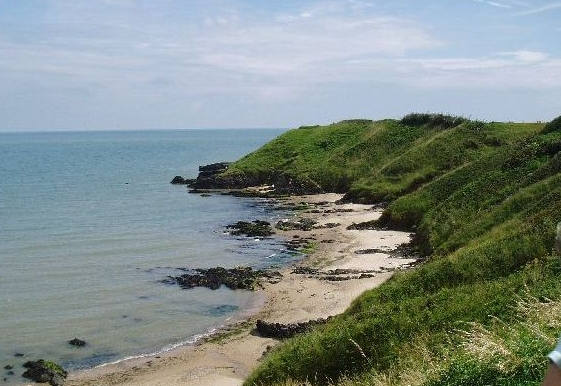
Cornagower East, Brittas Bay, Irlande

Parmi les lieux de tournage, on peut noter:
- le lac Guinness dans les montagnes de Wicklow,
- le Réservoir Poulaphouca ou lacs de Blessington,
- la Cascade Powerscourt sur le fleuve Dargle près du village d'Enniskerry,
- la ville côtière de Greystones,
- les mines d'Avoca,
- la côte de Wicklow entre Black Castle et Brittas Bay (en).

Les épisodes de la série seront réalisés par Niels Arden Oplev réalisateur danois récompensé aux BAFTA, Steve Saint Leger qui a déjà réalisé plusieurs épisodes de la première série et Hanna Quinn.

### Fiche technique
Sauf indication contraire, les informations mentionnées dans cette section peuvent être confirmées par la base de données cinématographiques IMDb,  présente dans la section « Liens externes ».
- Titre original et français : Vikings: Valhalla
- Création : Jeb Stuart
- Réalisation : Niels Arden Oplev, Steve Saint Leger, David Frazee, Hannah Quinn
- Scénario : Jeb Stuart, Vanessa Alexander, Eoin McNamee, Declan Croghan
- Musique : Trevor Morris
- Casting : Frank Moiselle
- Direction artistique : Jon Beer, Shane McEnroe, Nenazoma McNamee
- Décors : Tom Conroy
- Costumes : Susan O'Connor Cave
- Photographie : Peter Robertson
- Montage : Roslyn Kalloo
- Production : Mark Murdoch, Jane McNally

Production déléguée : Michael Hirst, Morgan O'Sullivan, Jeb Stuart, Alan Gasmer, Sherry Marsh, John Weber, Steve Stark, Sheila Hockin, James Flynn, Paul Buccieri
Coproduction : Nick Iannelli
- Société de production : Metropolitan Films International, History, MGM Television
- Société de distribution : Netflix
- Pays d'origine :  États-Unis,  Canada,  Irlande
- Langue originale : anglais
- Format : couleur
- Genre : drame, historique, guerre, aventure
- Durée : 43 à 60 minutes
- Date de première diffusion :
  - Monde : 22 février 2022 (Netflix)

## Épisodes
Les titres français et anglais sont ceux fournis par Netflix sur le site officiel de la série.

### Première saison (2022)
1. Les Hommes de la Terre Verte (The Greenlanders)
2. Viking (Viking)
3. Les Marécages (The Marshes)
4. Le Pont (The Bridge)
5. Miracle (Miracle)
6. La Dernière fille d'Uppsala (The Last Daughter of Uppsala)
7. L'Heure des choix (Choices)
8. La Fin du début (The End of the Beginning)

### Deuxième saison (2023)
Elle est sortie le 12 janvier 2023.
1. La Toile de Wyrd (The Web of Fate)
2. Les piliers de la foi (Towers of Faith)
3. Fragments divins (Pieces of the Gods)
4. Le dégel (The Thaw)
5. Naissance et renaissance (Birth and Rebirth)
6. Le grand saut (Leap of Faith)
7. Les Petchénègues (Pecheneg)
8. Le prix à payer (The Reckoning)

### Troisième saison (2024)
Elle est sortie le 11 juillet 2024.
1. Sept ans plus tard (Seven Years Later)
2. Honneur et déshonneur (Honour and Dishonour)
3. Égarement (Lost)
4. La fin de Jomsborg (The End of Jomsborg)
5. Terre Verte (Greenland)
6. Retour à Kattegat (Return to Kattegat)
7. Hardrada (Hardrada)
8. Destinées (Destinies)